# Anaulacorthum fagopyri
Anaulacorthum fagopyri är en insektsart. Anaulacorthum fagopyri ingår i släktet Anaulacorthum och familjen långrörsbladlöss. Inga underarter finns listade i Catalogue of Life.